# 안세고
안세고(安世高, fl. 약 148년-180년)는 후한 시대에 중국에 들어온 역경승(譯經僧)들 중 하나다. 안세고는 안식국의 왕자였으나 왕위를 버리고 불교에 귀의했다. 세고(世高)는 자(字)이다. 성인 안(安)은 그의 출신국인 안식국을 나타낸 것이다. 그는 특히 소승불교의 전적(典籍)인 아비달마와 선경(禪經)에 정통하였다.
안세고는 148년에 뤄양(洛陽)에 들어와 《안반수의경(安般守義經)》을 비롯하여 34부 40권의 불교 경전을 번역하여 소개하였다. 그의 불경 번역은 중국 역경사에서 최초기에 해당한다. 후한(後漢: 25~220) 시대에 번역된 불교 경전들은 대체로 딱딱하며 세련되지 못하고 난해한데, 안세고가 번역한 경전들도 그러하다.
|  |

## 같이 보기
- 로카크셰마
- 서역의 불교

## 참고 문헌
- 이 문서에는 다음커뮤니케이션(현 카카오)에서 GFDL 또는 CC-SA 라이선스로 배포한 글로벌 세계대백과사전의 "안세고" 항목을 기초로 작성된 글이 포함되어 있습니다.